# The Last of the Saxons
The Last of the Saxons è un cortometraggio muto del 1910 diretto da J. Stuart Blackton.

## Produzione
Il film fu prodotto dalla The Vitagraph Company of America

## Distribuzione
Distribuito dalla General Film Company, il film - un cortometraggio in una bobina - uscì in sala negli Stati Uniti il 7 ottobre 1910. Non si conoscono copie ancora esistenti della pellicola che viene considerata presumibilmente perduta.